# (1488) Aura
(1488) Aura (aussi nommé 1938 XE) est un astéroïde de la ceinture principale, découvert le 15 décembre 1938 par Yrjö Väisälä à Turku en Finlande.
L'astéroïde est nommé d'après la rivière finlandaise éponyme. 